# Leptostylus asperatus
Leptostylus asperatus es una especie de escarabajo longicornio del género Leptostylus, categorizada en la tribu Acanthocinini, de la subfamilia Lamiinae. Fue descrita por Haldeman en 1847.

## Descripción
Mide 9-13 mm de longitud.

## Distribución
Se distribuye por Estados Unidos.